# 新見インターチェンジ
新見インターチェンジ（にいみインターチェンジ）は、岡山県新見市高尾の中国自動車道のインターチェンジである。
新見ICから呰部BSの間は最高速度が60 km/hに規制されている。

## 道路
- E2A 中国自動車道（19番）

## 接続する道路

### 直接接続
- 国道180号
- 岡山県道・鳥取県道8号新見日南線

## 新見バスストップ
料金所内側の入口ゲート奥に高速道路用のバス停留所（新見バスストップ）が設けられているが、2019年（令和元年）現在ではこのバス停に停車する高速バスは存在しない。

## 新見インターバス停
国道180号沿いにあるバス停留所で、大阪 - 新見・三次線が停車する。なお、阪急バス・阪急観光バス担当便は、新見新歌舞喜座側のバス停にて阪急バス・阪急観光バスの乗務員同士で乗務員交代を行っている。
- 大阪 - 新見線（備北バス担当上り便）：中国新見バス停（乗車扱い） → 国道180号 → 新見インターバス停（乗車扱い） → 新見IC（入口） → 中国自動車道
- 大阪 - 新見線（備北バス担当下り便）：中国自動車道 → 新見IC（出口） → 新見インターバス停（降車扱い） → 国道180号 → 中国新見バス停（降車扱い）
- 大阪 - 新見・三次線（阪急バス・阪急観光バス担当上り便）：中国自動車道 → 新見IC（出口） → 新見インターバス停（運転停車・乗務員交代） → 国道180号 → 中国新見バス停（乗車扱い） → 国道180号 → 新見インターバス停（乗車扱い） → 新見IC（入口） → 中国自動車道
- 大阪 - 新見・三次線（阪急バス・阪急観光バス担当下り便）：中国自動車道 → 新見IC（出口） → 新見インターバス停（降車扱い・乗務員交代） → 国道180号 → 中国新見バス停（降車扱い） → 国道180号 → 新見インターバス停（通過） → 新見IC（入口） → 中国自動車道

### 停車する路線
| のりば                 | 愛称                | 会社名                           | 行先                                                   | 備考     |
| ---------------------- | ------------------- | -------------------------------- | ------------------------------------------------------ | -------- |
| ポプラ新見インター店側 | 大阪 - 新見・三次線 | 阪急バス・阪急観光バス・備北バス | 大阪（新大阪駅・梅田（阪急三番街高速バスターミナル）） |          |
| 新見新歌舞喜座側       | 降車専用            | 降車専用                         | 降車専用                                               | 降車専用 |

### バス停へのアクセス
- 備北バス くろかみ前バス停から徒歩1分
- 備北バス 長谷川病院前バス停（備北バス新見営業所）から徒歩6分

## 周辺
- 西日本旅客鉄道 新見駅
- 新見公立大学
- 新見郵便局
- 新見美術館
- コメリ新見店
- ローソン新見インター店
- フレスタ新見店
- 渡辺病院
- 長谷川紀念病院
- 備北バス新見営業所

## 料金所

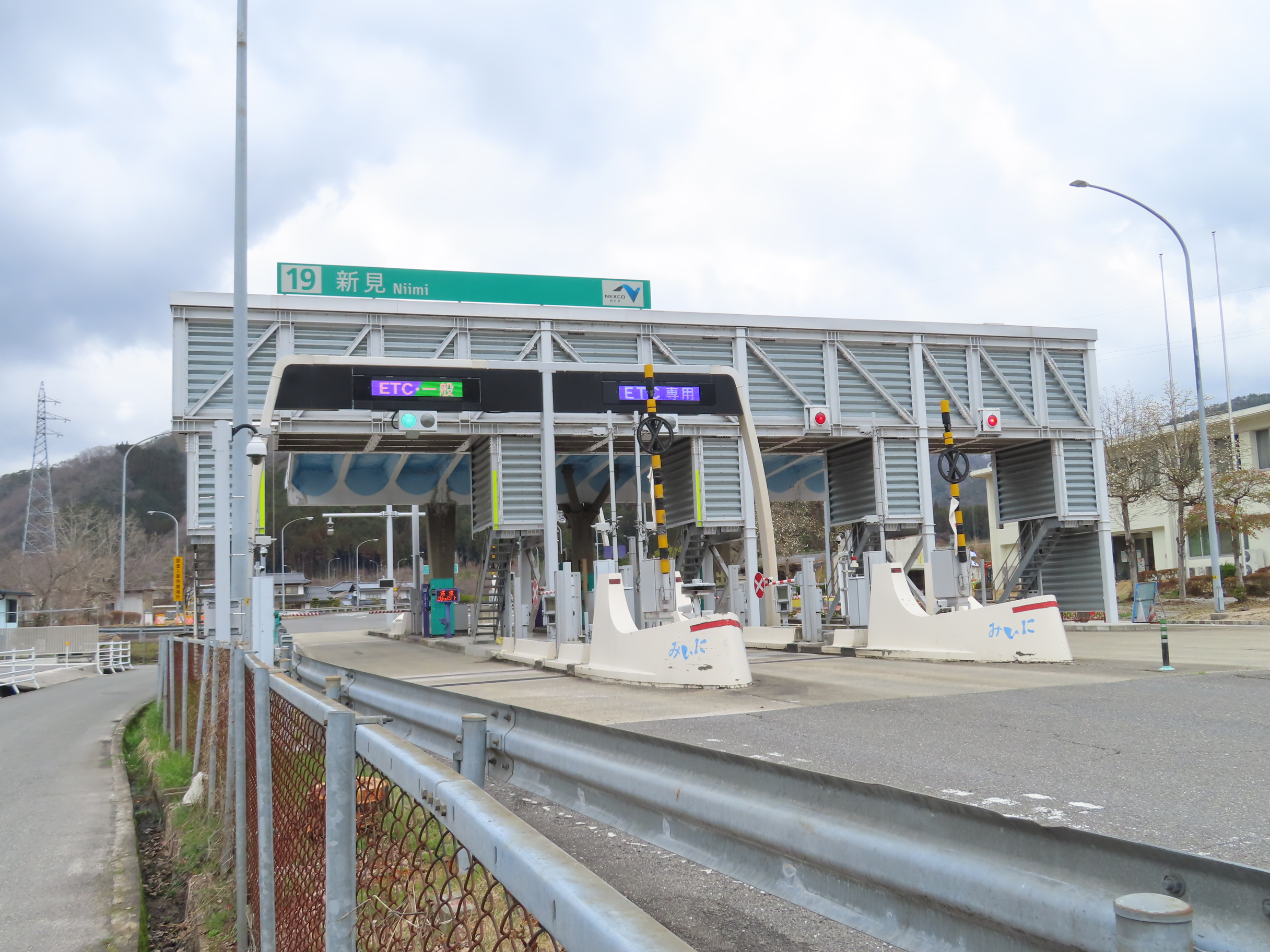
料金所

- ブース数:4

### 入口
- ブース数：2
  - ETC専用：1
  - 一般：1

### 出口
- ブース数：2
  - ETC専用：1
  - 一般：1

## 隣
E2A 中国自動車道
(18)北房IC - 呰部BS - 布瀬BS - (18-1)大佐SA/BS/SIC - 熊谷BS - (19)新見IC/BS - 神郷PA - 哲西BS - (20)東城IC